# Wilhelmine-Christine de Nassau-Siegen
Wilhelmine-Christine de Nassau-Siegen (en allemand Wilhelmine Christine von Nassau-Siegen, et en néerlandais Wilhelmine Christine vont Nassau-Siegen) est née à Heusden (Pays Bas) le 10 juin 1629 et meurt à Hildburghausen le 22 janvier 1707. Elle était une noble allemande, fille de Guillaume de Nassau-Hilchenbach (1592-1642) et de Christine d'Erbach (1596-1646).

## Mariage et descendance
Le 26 janvier 1660, elle se marie à Arolsen avec Josias II de Waldeck-Wildungen (1636-1669), fils du comte Philippe VII de Waldeck (1613-1645) et d'Anne-Catherine de Sayn-Wittgenstein (1610-1690). Le couple a sept enfants :
- Éléonore Louise, née et morte en 1661 ;
- Guillaume Philippe, né et mort le 1662 ;
- Charlotte Dorothée (1663-1664) ;
- Charlotte-Jeanne de Waldeck-Wildungen (1664-1699), mariée avec le duc Jean-Ernest de Saxe-Saalfeld (1658-1729) ;
- Sophie Wilhelmine, née et morte en 1666 ;
- Maximilien Frédéric (1667-1668) ;
- Guillaume Gustave (1668-1669).